# Madīnat Ḩamad
Madīnat Ḩamad (arabiska: مَدِينَة حَمَد) är en ort i Bahrain.   Den ligger i Norra provinsen, i den norra delen av landet. Antalet invånare är 52 718.
Terrängen runt Madīnat Ḩamad är platt. Närmaste större samhälle är Manama, 13,5 kilometer nordost om Madīnat Ḩamad.
Trakten runt Madīnat Ḩamad är ofruktbar med lite eller ingen växtlighet.